# Miroslav Brychta
Miroslav Brychta (* 21. srpna 1966 ve Valticích) je nejúspěšnější český tenista na vozíku v historii. Roku 2005 dosáhl ve světovém singlovém žebříčku 7. místa (nejlepší výsledek českého hráče v historii). Roku 2002 v deblovém žebříčku 6. místa (rovněž nejlepší výsledek Čecha v historii).
Zúčastnil se letních paralympijských her 2004 v Athénách.